# Кубок чемпионов КОНКАКАФ 2025
Кубок чемпионов КОНКАКАФ 2025 — 60-й розыгрыш главного клубного турнира Северной Америки. В нём приняли участие клубы из Северной и Центральной Америки, а также из стран Карибского бассейна. Турнир проходил в формате, состоящем из 27 команд и 5 раундов на выбывание.
Действующий чемпион — мексиканский клуб «Пачука» — не квалифицировался на турнир и не смог защитить титул.
Победитель турнира примет участие в Клубном чемпионате мира 2029 и Межконтинентальном кубке 2025.

## Формат
Начиная с сезона 2024 в турнире принимают участие 27 команд (ранее — 16) из США, Мексики, Канады и других стран Северной и Центральной Америки. Турнир разыгрывается по системе плей‑офф и состоит из 5 стадий — первый раунд, ⅛ финала, ¼ финала, полуфиналы и финал. Все раунды кроме финала проходят в 2 круга — команды играют по одному матчу дома и в гостях. Финал турнира состоит из 1 матча и проводится на нейтральном стадионе.
Команды квалифицируются в турнир как через участие в своих национальных чемпионатах, так и через участие в региональных кубковых турнирах — Кубок лиг (Северная Америка), Кубок Центральной Америки (Центральная Америка) и Карибский кубок (Карибские острова).
Победители региональных кубков и национальные чемпионы Мексики и США начинают выступления со стадии ⅛ финала, а остальные квалифицировавшиеся команды — с первого раунда.

## Команды
| Турнир                    | Команда              | Способ квалификации                               | Лучший результат    |
| ------------------------- | -------------------- | ------------------------------------------------- | ------------------- |
| Карибский кубок           | Кавалер              | Победитель турнира 2024                           | Первый раунд (2024) |
| Кубок Центральной Америки | Алахуэленсе          | Победитель турнира 2024                           | Чемпион (2004)      |
| Кубок лиг                 | Коламбус Крю         | Победитель турнира 2024                           | Финалист (2024)     |
| Лига MX                   | Америка              | Победитель Апертуры и Клаусуры чемпионата 2023/24 | Чемпион (2015/16)   |
| MLS                       | Лос-Анджелес Гэлакси | Победитель чемпионата 2024                        | Чемпион (2000)      |

| Турнир                    | Команда              | Способ квалификации                                                | Лучший результат         |
| ------------------------- | -------------------- | ------------------------------------------------------------------ | ------------------------ |
| Первенство Канады         | Ванкувер Уайткэпс    | Победитель турнира 2024                                            | Полуфинал (2016/17)      |
| Канадская премьер-лига    | Кавалри              | Победитель чемпионата 2024                                         | Первый раунд (2024)      |
| Канадская премьер-лига    | Фордж                | Победитель регулярного сезона чемпионата 2024                      | ⅛ финала (2022)          |
| Карибский кубок           | Сибао                | Финалист турнира 2024                                              | ⅛ финала (2018)          |
| Карибский кубок           | Реал Хоуп            | 3-е место турнира 2024                                             | Дебют                    |
| Кубок Центральной Америки | Реал Эстели          | Финалист турнира 2024                                              | ⅛ финала (2021)          |
| Кубок Центральной Америки | Антигуа-Гуатемала    | Полуфиналист турнира 2024                                          | Групповой этап (2016/17) |
| Кубок Центральной Америки | Эредиано             | Полуфиналист турнира 2024                                          | Полуфинал (2014/15)      |
| Кубок Центральной Америки | Саприсса             | Победитель раунда плей-ин турнира 2024                             | Чемпион (2005)           |
| Кубок Центральной Америки | Мотагуа              | Победитель раунда плей-ин турнира 2024                             | ¼ финала (2023)          |
| Кубок лиг                 | Лос-Анджелес         | Финалист турнира 2024                                              | Финалист (2023)          |
| Кубок лиг                 | Колорадо Рэпидз      | 3-е место турнира 2024                                             | ⅛ финала (2022)          |
| Лига MX                   | Крус Асуль           | Финалист Клаусуры чемпионата 2023/24                               | Чемпион (2013/14)        |
| Лига MX                   | УАНЛ Тигрес          | Финалист Апертуры чемпионата 2023/24                               | Чемпион (2020)           |
| Лига MX                   | Монтеррей            | Следующий лучший клуб в таблице чемпионата 2023/24                 | Чемпион (2021)           |
| Лига MX                   | Гвадалахара          | Следующий лучший клуб в таблице чемпионата 2023/24                 | Чемпион (2018)           |
| Лига MX                   | УНАМ Пумас           | Следующий лучший клуб в таблице чемпионата 2023/24                 | Чемпион (1989)           |
| MLS                       | Интер Майами         | Победитель регулярного сезона чемпионата 2024                      | ¼ финала (2024)          |
| MLS                       | Цинциннати           | Следующий лучший клуб в таблице регулярного сезона чемпионата 2024 | ⅛ финала (2024)          |
| MLS                       | Реал Солт-Лейк       | Следующий лучший клуб в таблице регулярного сезона чемпионата 2024 | Финалист (2010/11)       |
| MLS                       | Сиэтл Саундерс       | Следующий лучший клуб в таблице регулярного сезона чемпионата 2024 | Чемпион (2022)           |
| Открытый кубок США        | Спортинг Канзас-Сити | Финалист турнира 2024                                              | Полуфинал (2019)         |

1. ↑  Так как «Америка» выиграла и Клаусуру, и Апертуру, место в турнире досталось третьей лучшей команде чемпионата, не квалифицировавшейся в турнир, «УНАМ Пумас».
2. ↑  Так как «Коламбус Крю», «Лос-Анджелес» и «Лос-Анджелес Гэлакси» уже квалифицировались в турнир на основе результатов в других турнирах, их места заняли команды, занявшие 5-е, 6-е и 7-е места в таблице[3].
3. ↑  «Спортинг Канзас-Сити» квалифицировался в турнир в качестве финалиста, так как победитель турнира, «Лос-Анджелес», уже квалифицировался в Кубок чемпионов благодаря выступлениям в Кубке лиг 2024.

## Жеребьёвка
Жеребьёвка была проведена 10 декабря 2024 года. Команды были посеяны в зависимости от их позиции в клубном рейтинге КОНКАКАФ по состоянию на 9 декабря 2024 года. 8 команд — 5 попадающих напрямую в стадию ⅛ финала и 3 команды с лучшим рейтингом из оставшихся, были расставлены в сетке турнира в зависимости от их позиции в рейтинге. Оставшиеся 19 команд были разделены на 2 корзины, их позиции в сетке были определены случайным образом.

### Команды, начинающие выступления со стадии ⅛ финала
| Посев | Команда              | Очки в рейтинге |
| ----- | -------------------- | --------------- |
| 1     | Коламбус Крю         | 1252            |
| 2     | Америка              | 1242            |
| 3     | Лос-Анджелес Гэлакси | 1203            |
| 4     | Алахуэленсе          | 1157            |
| 5     | Кавалер              | 1057            |

### Команды, начинающие выступления с первого раунда
| Посев | Команда     | Очки в рейтинге |
| ----- | ----------- | --------------- |
| 1     | Монтеррей   | 1229            |
| 2     | УАНЛ Тигрес | 1227            |
| 3     | Крус Асуль  | 1223            |

| Команда           | Очки в рейтинге |
| ----------------- | --------------- |
| Лос-Анджелес      | 1222            |
| Интер Майами      | 1216            |
| Сиэтл Саундерс    | 1202            |
| УНАМ Пумас        | 1200            |
| Гвадалахара       | 1199            |
| Цинциннати        | 1194            |
| Реал Солт-Лейк    | 1191            |
| Ванкувер Уайткэпс | 1173            |

| Команда              | Очки в рейтинге |
| -------------------- | --------------- |
| Колорадо Рэпидз      | 1166            |
| Спортинг Канзас-Сити | 1159            |
| Саприсса             | 1142            |
| Эредиано             | 1128            |
| Кавалри              | 1117            |
| Мотагуа              | 1110            |
| Антигуа-Гуатемала    | 1108            |
| Фордж                | 1106            |
| Реал Эстели          | 1076            |
| Сибао                | 1060            |
| Реал Хоуп            | 1025            |

## Расписание
Расписание турнира было представлено 25 октября 2024 года.
| Стадия       | Первый матч         | Ответный матч         |
| ------------ | ------------------- | --------------------- |
| Первый раунд | 4-6 и 18-20 февраля | 11-13 и 25-27 февраля |
| ⅛ финала     | 4-6 марта           | 11-13 марта           |
| ¼ финала     | 1-3 апреля          | 8-10 апреля           |
| Полуфиналы   | 22-24 апреля        | 29 апреля — 1 мая     |
| Финал        | 1 июня              | 1 июня                |

Все даты и время начала матчей указаны по североамериканскому восточному времени, так же как они указаны КОНКАКАФ (местное время указано в скобках, если отличается).

## Сетка
| Первый раунд         | Первый раунд | Первый раунд | Первый раунд |  |                      | 1/8 финала                | 1/8 финала | 1/8 финала | 1/8 финала |  |  | 1/4 финала                | 1/4 финала | 1/4 финала | 1/4 финала |  |  | Полуфиналы        | Полуфиналы | Полуфиналы | Полуфиналы |  |  | Финал             | Финал |
| -------------------- | ------------ | ------------ | ------------ |  | -------------------- | ------------------------- | ---------- | ---------- | ---------- |  |  | ------------------------- | ---------- | ---------- | ---------- |  |  | ----------------- | ---------- | ---------- | ---------- |  |  | ----------------- | ----- |
|                      |              |              |              |  |                      |                           |            |            |            |  |  |                           |            |            |            |  |  |                   |            |            |            |  |  |                   |       |
| Колорадо Рэпидз      | 2            | 0            | 2            |  |                      |                           |            |            |            |  |  |                           |            |            |            |  |  |                   |            |            |            |  |  |                   |       |
| Лос-Анджелес (г. в.) | 1            | 1            | 2            |  |                      | Лос-Анджелес              | 3          | 1          | 4          |  |  |                           |            |            |            |  |  |                   |            |            |            |  |  |                   |       |
|                      |              |              |              |  | Коламбус Крю         | 0                         | 2          | 2          |            |  |  |                           |            |            |            |  |  |                   |            |            |            |  |  |                   |       |
|                      |              |              |              |  |                      |                           |            |            |            |  |  | Лос-Анджелес              | 1          | 1          | 2          |  |  |                   |            |            |            |  |  |                   |       |
| Спортинг Канзас-Сити | 0            | 1            | 1            |  |                      |                           |            |            |            |  |  | Интер Майами              | 0          | 3          | 3          |  |  |                   |            |            |            |  |  |                   |       |
| Интер Майами         | 1            | 3            | 4            |  |                      | Интер Майами              | 2          | 2          | 4          |  |  |                           |            |            |            |  |  |                   |            |            |            |  |  |                   |       |
|                      |              |              |              |  | Кавалер              | 0                         | 0          | 0          |            |  |  |                           |            |            |            |  |  |                   |            |            |            |  |  |                   |       |
|                      |              |              |              |  |                      |                           |            |            |            |  |  |                           |            |            |            |  |  | Интер Майами      | 0          | 1          | 1          |  |  |                   |       |
| Саприсса             | 2            | 0            | 2            |  |                      |                           |            |            |            |  |  |                           |            |            |            |  |  | Ванкувер Уайткэпс | 2          | 3          | 5          |  |  |                   |       |
| Ванкувер Уайткэпс    | 1            | 2            | 3            |  |                      | Ванкувер Уайткэпс (г. в.) | 1          | 2          | 3          |  |  |                           |            |            |            |  |  |                   |            |            |            |  |  |                   |       |
| Фордж                | 0            | 0            | 0            |  | Монтеррей            | 1                         | 2          | 3          |            |  |  |                           |            |            |            |  |  |                   |            |            |            |  |  |                   |       |
| Монтеррей            | 2            | 3            | 5            |  |                      |                           |            |            |            |  |  | Ванкувер Уайткэпс (г. в.) | 1          | 2          | 3          |  |  |                   |            |            |            |  |  |                   |       |
| Кавалри              | 2            | 0            | 2            |  |                      |                           |            |            |            |  |  | УНАМ Пумас                | 1          | 2          | 3          |  |  |                   |            |            |            |  |  |                   |       |
| УНАМ Пумас           | 1            | 2            | 3            |  |                      | УНАМ Пумас                | 2          | 1          | 3          |  |  |                           |            |            |            |  |  |                   |            |            |            |  |  |                   |       |
|                      |              |              |              |  | Алахуэленсе          | 0                         | 1          | 1          |            |  |  |                           |            |            |            |  |  |                   |            |            |            |  |  |                   |       |
|                      |              |              |              |  |                      |                           |            |            |            |  |  |                           |            |            |            |  |  |                   |            |            |            |  |  | Ванкувер Уайткэпс | 0     |
| Сибао                | 1            | 0            | 1            |  |                      |                           |            |            |            |  |  |                           |            |            |            |  |  |                   |            |            |            |  |  | Крус Асуль        | 5     |
| Гвадалахара          | 1            | 3            | 4            |  |                      | Гвадалахара               | 1          | 0          | 1          |  |  |                           |            |            |            |  |  |                   |            |            |            |  |  |                   |       |
|                      |              |              |              |  | Америка              | 0                         | 4          | 4          |            |  |  |                           |            |            |            |  |  |                   |            |            |            |  |  |                   |       |
|                      |              |              |              |  |                      |                           |            |            |            |  |  | Америка                   | 0          | 1          | 1          |  |  |                   |            |            |            |  |  |                   |       |
| Антигуа-Гуатемала    | 1            | 1            | 2            |  |                      |                           |            |            |            |  |  | Крус Асуль                | 0          | 2          | 2          |  |  |                   |            |            |            |  |  |                   |       |
| Сиэтл Саундерс       | 3            | 3            | 6            |  |                      | Сиэтл Саундерс            | 0          | 1          | 1          |  |  |                           |            |            |            |  |  |                   |            |            |            |  |  |                   |       |
| Реал Хоуп            | 0            | 0            | 0            |  | Крус Асуль           | 0                         | 4          | 4          |            |  |  |                           |            |            |            |  |  |                   |            |            |            |  |  |                   |       |
| Крус Асуль           | 2            | 5            | 7            |  |                      |                           |            |            |            |  |  |                           |            |            |            |  |  | Крус Асуль        | 1          | 1          | 2          |  |  |                   |       |
| Эредиано             | 0            | 2            | 2            |  |                      |                           |            |            |            |  |  |                           |            |            |            |  |  | УАНЛ Тигрес       | 1          | 0          | 1          |  |  |                   |       |
| Реал Солт-Лейк       | 0            | 1            | 1            |  |                      | Эредиано                  | 1          | 1          | 2          |  |  |                           |            |            |            |  |  |                   |            |            |            |  |  |                   |       |
|                      |              |              |              |  | Лос-Анджелес Гэлакси | 0                         | 4          | 4          |            |  |  |                           |            |            |            |  |  |                   |            |            |            |  |  |                   |       |
|                      |              |              |              |  |                      |                           |            |            |            |  |  | Лос-Анджелес Гэлакси      | 0          | 2          | 2          |  |  |                   |            |            |            |  |  |                   |       |
| Мотагуа              | 1            | 1            | 2            |  |                      |                           |            |            |            |  |  | УАНЛ Тигрес               | 0          | 3          | 3          |  |  |                   |            |            |            |  |  |                   |       |
| Цинциннати           | 4            | 1            | 5            |  |                      | Цинциннати                | 1          | 1          | 2          |  |  |                           |            |            |            |  |  |                   |            |            |            |  |  |                   |       |
| Реал Эстели          | 1            | 0            | 1            |  | УАНЛ Тигрес          | 1                         | 3          | 4          |            |  |  |                           |            |            |            |  |  |                   |            |            |            |  |  |                   |       |
| УАНЛ Тигрес          | 0            | 3            | 3            |  |                      |                           |            |            |            |  |  |                           |            |            |            |  |  |                   |            |            |            |  |  |                   |       |

## Первый раунд
| Команда 1            | Итог        | Команда 2         | 1-й матч | 2-й матч |
| -------------------- | ----------- | ----------------- | -------- | -------- |
| Колорадо Рэпидз      | 2:2 (г. в.) | Лос-Анджелес      | 2:1      | 0:1      |
| Спортинг Канзас-Сити | 1:4         | Интер Майами      | 0:1      | 1:3      |
| Фордж                | 0:5         | Монтеррей         | 0:2      | 0:3      |
| Саприсса             | 2:3         | Ванкувер Уайткэпс | 2:1      | 0:2      |
| Кавалри              | 2:3         | УНАМ Пумас        | 2:1      | 0:2      |
| Сибао                | 1:4         | Гвадалахара       | 1:1      | 0:3      |
| Реал Хоуп            | 0:7         | Крус Асуль        | 0:2      | 0:5      |
| Антигуа-Гуатемала    | 2:6         | Сиэтл Саундерс    | 1:3      | 1:3      |
| Реал Эстели          | 1:3         | УАНЛ Тигрес       | 1:0      | 0:3      |
| Мотагуа              | 2:5         | Цинциннати        | 1:4      | 1:1      |
| Эредиано             | 2:1         | Реал Солт-Лейк    | 0:0      | 2:1      |

### Матчи
| Колорадо Рэпидз            | 2:1     | Лос-Анджелес |
| -------------------------- | ------- | ------------ |
| Михайлович 48′ (пен.), 80′ | (отчёт) | Лонг 87′     |

| Лос-Анджелес | 1:0     | Колорадо Рэпидз |
| ------------ | ------- | --------------- |
| Дельгадо 49′ | (отчёт) |                 |

Счёт 2:2 в сумме двух матчей. «Лос-Анджелес» выиграл по правилу выездного гола.
| Спортинг Канзас-Сити | 0:1     | Интер Майами |
| -------------------- | ------- | ------------ |
|                      | (отчёт) | Месси 56′    |

| Интер Майами                             | 3:1     | Спортинг Канзас-Сити |
| ---------------------------------------- | ------- | -------------------- |
| Месси 19′ · Альенде 45+1′ · Суарес 45+3′ | (отчёт) | Родригес 63′         |

«Интер Майами» выиграл со счётом 4:1 в сумме двух матчей.
| Фордж | 0:2     | Монтеррей                |
| ----- | ------- | ------------------------ |
|       | (отчёт) | Деосса 53′ · Кортисо 53′ |

| Монтеррей                        | 3:0     | Фордж |
| -------------------------------- | ------- | ----- |
| Бертераме 19′, 58′ · Кортисо 48′ | (отчёт) |       |

«Монтеррей» выиграл со счётом 5:0 в сумме двух матчей.
| Саприсса                    | 2:1     | Ванкувер Уайткэпс |
| --------------------------- | ------- | ----------------- |
| Торрес 52′ · Родригес 90+5′ | (отчёт) | Голд 21′          |

| Ванкувер Уайткэпс | 2:0     | Саприсса |
| ----------------- | ------- | -------- |
| Уайт 46′, 90+1′   | (отчёт) |          |

«Ванкувер Уайткэпс» выиграл со счётом 3:2 в сумме двух матчей.
| Кавалри                      | 2:1     | УНАМ Пумас |
| ---------------------------- | ------- | ---------- |
| Траффорд 57′ · Варшевски 80′ | (отчёт) | Лопес 44′  |

| УНАМ Пумас        | 2:0     | Кавалри |
| ----------------- | ------- | ------- |
| Мартинес 53′, 74′ | (отчёт) |         |

«УНАМ Пумас» выиграл со счётом 3:2 в сумме двух матчей.
| Сибао   | 1:1     | Гвадалахара  |
| ------- | ------- | ------------ |
| Диас 1′ | (отчёт) | Мехия 90+10′ |

| Гвадалахара                                | 3:0     | Сибао |
| ------------------------------------------ | ------- | ----- |
| Бельтран 22′ · Эрнандес 55′ · Гонсалес 78′ | (отчёт) |       |

«Гвадалахара» выиграла со счётом 4:1 в сумме двух матчей.
| Реал Хоуп | 0:2     | Крус Асуль                        |
| --------- | ------- | --------------------------------- |
|           | (отчёт) | Сепульведа 38′ · Гийом 84′ (авт.) |

| Крус Асуль                                              | 5:0     | Реал Хоуп |
| ------------------------------------------------------- | ------- | --------- |
| Сепульведа 21′, 24′ · Фернандес 26′, 75′ · Монтаньо 60′ | (отчёт) |           |

«Крус Асуль» выиграл со счётом 7:0 в сумме двух матчей.
| Антигуа-Гуатемала | 1:3     | Сиэтл Саундерс                             |
| ----------------- | ------- | ------------------------------------------ |
| Сантис 24′        | (отчёт) | Арриола 3′ · Де ла Вега 61′ · Руснак 90+5′ |

| Сиэтл Саундерс                    | 3:1     | Антигуа-Гуатемала |
| --------------------------------- | ------- | ----------------- |
| Де ла Вега 24′, 88′ · Арриола 53′ | (отчёт) | Гальвес 45+2′     |

«Сиэтл Саундерс» выиграл со счётом 6:2 в сумме двух матчей.
| Реал Эстели | 1:0     | УАНЛ Тигрес |
| ----------- | ------- | ----------- |
| Граль 83′   | (отчёт) |             |

| УАНЛ Тигрес                        | 3:0     | Реал Эстели |
| ---------------------------------- | ------- | ----------- |
| Эррера 2′ · Лаинес 14′ · Вигон 85′ | (отчёт) |             |

«УАНЛ Тигрес» выиграл со счётом 3:1 в сумме двух матчей.
| Мотагуа      | 1:4     | Цинциннати                              |
| ------------ | ------- | --------------------------------------- |
| Аусменди 41′ | (отчёт) | Буха 28′, 78′ · Денке 49′ · Эвандер 87′ |

| Цинциннати | 1:1     | Мотагуа      |
| ---------- | ------- | ------------ |
| Денке 19′  | (отчёт) | Аусменди 10′ |

«Цинциннати» выиграл со счётом 5:2 в сумме двух матчей.
| Эредиано | 0:0     | Реал Солт-Лейк |
| -------- | ------- | -------------- |
|          | (отчёт) |                |

| Реал Солт-Лейк | 1:2     | Эредиано                       |
| -------------- | ------- | ------------------------------ |
| Аджаго 26′     | (отчёт) | Агилар 70′ · Вега 90+9′ (пен.) |

«Эредиано» выиграло со счётом 2:1 в сумме двух матчей.
1. ↑  Из-за ожидаемой неблагоприятной погоды в Канзас-Сити матч был отложен на один день[6].
2. ↑  Из-за ожидаемой неблагоприятной погоды в Калгари матч пройдёт на стадионе «Старлайт» в Лэнгфорде, Британская Колумбия[7].

## 1/8 финала
| Команда 1         | Итог        | Команда 2            | 1-й матч | 2-й матч |
| ----------------- | ----------- | -------------------- | -------- | -------- |
| Лос-Анджелес      | 4:2         | Коламбус Крю         | 3:0      | 1:2      |
| Интер Майами      | 4:0         | Кавалер              | 2:0      | 2:0      |
| Ванкувер Уайткэпс | 3:3 (г. в.) | Монтеррей            | 1:1      | 2:2      |
| УНАМ Пумас        | 3:1         | Алахуэленсе          | 2:0      | 1:1      |
| Гвадалахара       | 1:4         | Америка              | 1:0      | 0:4      |
| Сиэтл Саундерс    | 1:4         | Крус Асуль           | 0:0      | 1:4      |
| Цинциннати        | 2:4         | УАНЛ Тигрес          | 1:1      | 1:3      |
| Эредиано          | 2:4         | Лос-Анджелес Гэлакси | 1:0      | 1:4      |

### Матчи
| Лос-Анджелес                | 3:0     | Коламбус Крю |
| --------------------------- | ------- | ------------ |
| Буанга 20′, 46′ · Ордас 81′ | (отчёт) |              |

| Коламбус Крю                       | 2:1     | Лос-Анджелес |
| ---------------------------------- | ------- | ------------ |
| Расселл-Роу 10′ · Росси 45′ (пен.) | (отчёт) | Буанга 90+6′ |

«Лос-Анджелес» выиграл со счётом 4:2 в сумме двух матчей.
| Интер Майами             | 2:0     | Кавалер |
| ------------------------ | ------- | ------- |
| Альенде 61′ · Суарес 83′ | (отчёт) |         |

| Кавалер | 0:2     | Интер Майами                    |
| ------- | ------- | ------------------------------- |
|         | (отчёт) | Суарес 37′ (пен.) · Месси 90+2′ |

«Интер Майами» выиграл со счётом 4:0 в сумме двух матчей.
| Ванкувер Уайткэпс | 1:1     | Монтеррей      |
| ----------------- | ------- | -------------- |
| Хальбуни 86′      | (отчёт) | де ла Роса 25′ |

| Монтеррей                       | 2:2 (г. в.) | Ванкувер Уайткэпс     |
| ------------------------------- | ----------- | --------------------- |
| Каналес 4′ · Рамос 90+7′ (пен.) | (отчёт)     | Окампо 57′ · Уайт 78′ |

Счёт 3:3 в сумме двух матчей. «Ванкувер Уайткэпс» выиграл по правилу выездного гола.
| УНАМ Пумас                 | 2:0     | Алахуэленсе |
| -------------------------- | ------- | ----------- |
| Эргас 38′ · Фунес Мори 73′ | (отчёт) |             |

| Алахуэленсе | 1:1     | УНАМ Пумас |
| ----------- | ------- | ---------- |
| Кампос 39′  | (отчёт) | Суарес 73′ |

«УНАМ Пумас» выиграл со счётом 3:1 в сумме двух матчей.
| Гвадалахара        | 1:0     | Америка |
| ------------------ | ------- | ------- |
| Касерес 77′ (авт.) | (отчёт) |         |

| Америка                                                 | 4:0     | Гвадалахара |
| ------------------------------------------------------- | ------- | ----------- |
| Родригес 6′ · Вальдес 45′ · Сендехас 65′ · Фидальго 79′ | (отчёт) |             |

«Америка» выиграла со счётом 4:1 в сумме двух матчей.
| Сиэтл Саундерс | 0:0     | Крус Асуль |
| -------------- | ------- | ---------- |
|                | (отчёт) |            |

| Крус Асуль                                                     | 4:1     | Сиэтл Саундерс |
| -------------------------------------------------------------- | ------- | -------------- |
| Родригес 33′ · Сепульведа 71′ (пен.) · Ромеро 85′ · Санчес 85′ | (отчёт) | Мусовски 75′   |

«Крус Асуль» выиграл со счётом 4:1 в сумме двух матчей.
| Цинциннати | 1:1     | УАНЛ Тигрес |
| ---------- | ------- | ----------- |
| Буха 3′    | (отчёт) | Ибаньес 17′ |

| УАНЛ Тигрес                             | 3:1     | Цинциннати  |
| --------------------------------------- | ------- | ----------- |
| Эррера 64′ · Брунетта 69′ · Ибаньес 73′ | (отчёт) | Эвандер 18′ |

«УАНЛ Тигрес» выиграл со счётом 4:2 в сумме двух матчей.
| Эредиано   | 1:0     | Лос-Анджелес Гэлакси |
| ---------- | ------- | -------------------- |
| Агилар 64′ | (отчёт) |                      |

| Лос-Анджелес Гэлакси                                 | 4:1     | Эредиано     |
| ---------------------------------------------------- | ------- | ------------ |
| Ауде 30′ · Берри 39′ · Габриэл Пек 53′ · Рамирес 76′ | (отчёт) | Гонсалес 83′ |

«Лос-Анджелес Гэлакси» выиграл со счётом 4:2 в сумме двух матчей.
1. ↑  Матч должен был состояться на домашнем стадионе «Монтеррея», «Бе-бе-уве-а», но был перенесён на домашний стадион «Сантоса Лагуны» из-за концерта Шакиры[8].

## 1/4 финала
| Команда 1            | Итог        | Команда 2    | 1-й матч | 2-й матч |
| -------------------- | ----------- | ------------ | -------- | -------- |
| Лос-Анджелес         | 2:3         | Интер Майами | 1:0      | 1:3      |
| Ванкувер Уайткэпс    | 3:3 (г. в.) | УНАМ Пумас   | 1:1      | 2:2      |
| Америка              | 1:2         | Крус Асуль   | 0:0      | 1:2      |
| Лос-Анджелес Гэлакси | 2:3         | УАНЛ Тигрес  | 0:0      | 2:3      |

### Матчи
| Лос-Анджелес | 1:0     | Интер Майами |
| ------------ | ------- | ------------ |
| Ордас 57′    | (отчёт) |              |

| Интер Майами                        | 3:1     | Лос-Анджелес |
| ----------------------------------- | ------- | ------------ |
| Месси 35′, 84′ (пен.) · Редондо 61′ | (отчёт) | Лонг 9′      |

«Интер Майами» выиграл со счётом 3:2 в сумме двух матчей.
| Ванкувер Уайткэпс | 1:1     | УНАМ Пумас      |
| ----------------- | ------- | --------------- |
| Уайт 71′          | (отчёт) | Карраскилья 87′ |

| УНАМ Пумас                  | 2:2 (г. в.) | Ванкувер Уайткэпс             |
| --------------------------- | ----------- | ----------------------------- |
| Мартинес 37′ · Пуссетто 88′ | (отчёт)     | Берхалтер 33′ · Блакмон 90+3′ |

Счёт 3:3 в сумме двух матчей. «Ванкувер Уайткэпс» выиграл по правилу выездного гола.
| Америка | 0:0     | Крус Асуль |
| ------- | ------- | ---------- |
|         | (отчёт) |            |

| Крус Асуль          | 2:1     | Америка      |
| ------------------- | ------- | ------------ |
| Сепульведа 12′, 85′ | (отчёт) | Мартинес 57′ |

«Крус Асуль» выиграл со счётом 2:1 в сумме двух матчей.
| Лос-Анджелес Гэлакси | 0:0     | УАНЛ Тигрес |
| -------------------- | ------- | ----------- |
|                      | (отчёт) |             |

| УАНЛ Тигрес                          | 3:2     | Лос-Анджелес Гэлакси      |
| ------------------------------------ | ------- | ------------------------- |
| Ибаньес 9′ · Антуна 10′ · Ромуло 57′ | (отчёт) | Пэйнтсил 40′ · Гарсес 60′ |

«УАНЛ Тигрес» выиграл со счётом 3:2 в сумме двух матчей.

## Полуфиналы
| Команда 1         | Итог | Команда 2    | 1-й матч | 2-й матч |
| ----------------- | ---- | ------------ | -------- | -------- |
| Ванкувер Уайткэпс | 5:1  | Интер Майами | 2:0      | 3:1      |
| УАНЛ Тигрес       | 1:2  | Крус Асуль   | 1:1      | 0:1      |

### Матчи
| Ванкувер Уайткэпс        | 2:0     | Интер Майами |
| ------------------------ | ------- | ------------ |
| Уайт 24′ · Берхалтер 85′ | (отчёт) |              |

| Интер Майами | 1:3     | Ванкувер Уайткэпс                   |
| ------------ | ------- | ----------------------------------- |
| Альба 9′     | (отчёт) | Уайт 51′ · Вите 53′ · Берхалтер 71′ |

«Ванкувер Уайткэпс» выиграл со счётом 5:1 в сумме двух матчей.
| УАНЛ Тигрес | 1:1     | Крус Асуль  |
| ----------- | ------- | ----------- |
| Пурата 84′  | (отчёт) | Ротонди 68′ |

| Крус Асуль            | 1:0     | УАНЛ Тигрес |
| --------------------- | ------- | ----------- |
| Сепульведа 82′ (пен.) | (отчёт) |             |

«Крус Асуль» выиграл со счётом 2:1 в сумме двух матчей.

## Финал
| Крус Асуль                                                 | 5:0                 | Ванкувер Уайткэпс |
| ---------------------------------------------------------- | ------------------- | ----------------- |
| Риверо 8′ · Фаравелли 28′ · Сепульведа 37′ 50′ · Богуш 45′ | Протокол (КОНКАКАФ) |                   |

## Статистика
Жирным отмечены футболисты, чьи команды продолжают выступление в турнире.

### Бомбардиры
| Место | Игрок               | Клуб              | Голы |
| ----- | ------------------- | ----------------- | ---- |
| 1     | Анхель Сепульведа   | Крус Асуль        | 7    |
| 2     | Лионель Месси       | Интер Майами      | 5    |
| 2     | Брайан Уайт         | Ванкувер Уайткэпс | 5    |
| 4     | Себастьян Берхалтер | Ванкувер Уайткэпс | 3    |
| 4     | Дени Буанга         | Лос-Анджелес      | 3    |
| 4     | Павел Буха          | Цинциннати        | 3    |
| 4     | Педро де ла Вега    | Сиэтл Саундерс    | 3    |
| 4     | Николас Ибаньес     | УАНЛ Тигрес       | 3    |
| 4     | Гильермо Мартинес   | УНАМ Пумас        | 3    |
| 4     | Луис Суарес         | Интер Майами      | 3    |

### Голевые передачи
| Место | Игрок          | Клуб        | ГП |
| ----- | -------------- | ----------- | -- |
| 1     | Матеуш Богуш   | Крус Асуль  | 3  |
| 1     | Хуан Брунетта  | УАНЛ Тигрес | 3  |
| 1     | Игнасио Риверо | Крус Асуль  | 3  |
| 4     | 13 игроков     | 13 игроков  | 2  |

### Сухие матчи
| Место | Игрок           | Клуб              | СМ |
| ----- | --------------- | ----------------- | -- |
| 1     | Уго Льорис      | Лос-Анджелес      | 3  |
| 1     | Кевин Мьер      | Крус Асуль        | 3  |
| 1     | Оскар Устари    | Интер Майами      | 3  |
| 4     | Андрес Гудиньо  | Крус Асуль        | 2  |
| 4     | Науэль Гусман   | УАНЛ Тигрес       | 2  |
| 4     | Данни Карвахаль | Эредиано          | 2  |
| 4     | Луис Карденас   | Монтеррей         | 2  |
| 4     | Луис Малагон    | Америка           | 2  |
| 4     | Алекс Падилья   | УНАМ Пумас        | 2  |
| 4     | Рауль Ранхель   | Гвадалахара       | 2  |
| 4     | Ёхэй Такаока    | Ванкувер Уайткэпс | 2  |